# ブラボー!若大将
『ブラボー！若大将』（ブラボーわかだいしょう）は、加山雄三主演の日本映画。若大将シリーズの第15弾。若大将社会人シリーズ3作目。1970年1月1日公開。東宝製作。同時上映『新選組』（三船敏郎、三國連太郎主演）。

## 概要
加山雄三主演の若大将シリーズは『リオの若大将』で一旦、シリーズの終了も検討されたが、社会人篇として継続されていた。しかし、30代になった加山を若大将で続けさせる無理や加山自身が公私共どもの転換期を迎えていたこともあり、『ゴー!ゴー!若大将』でランチャーズの一員で初登場した大矢茂を二代目若大将として引き継がせようという方向性が示された作品。後年の『帰ってきた若大将』を別としてシリーズ最後の海外ロケが グアム島でおこなわれた。
社会人篇に連続3本出演となった課長役の藤岡琢也が田中邦衛との絶妙なコンビぶりでコメディリリーフとして活躍。浜野百合子役の高橋紀子は、『フレッシュマン若大将』では、若大将の雄一に振られる役だったが、今回は恋人で振る役となった。高橋紀子は、1970年の東宝作品に数本出演して、俳優の寺田農と結婚して引退した。

## 物語
三矢物産営業部の雄一（加山雄三）は、事業団テニスの選手でもある。テニスの決勝戦で辛くも優勝するが、それは恋人の百合子（高橋紀子）が最近、つれないせいである。せっかく応援に来てくれても用があるからと先に帰ってしまう。会社でも同僚たちは祝福してくれたが、上司は軽くあしらうだけである。そしてついに百合子との破局が訪れる。百合子が銀行頭取の子息と結婚するというのだ。失意の雄一をおばあちゃん（飯田蝶子）は「男は仕事だよ」と激励する。そんな折、熊井鉄鋼の社長（熊倉一雄）から簡易住宅工法の売込みを受けていた雄一は、それを実現させようと仕事に励み、企画書を上司に提出する。しかし、会社は雄一の案である熊井鉄鋼との合弁案を退けてしまい面子を失った雄一は上司の部長と喧嘩して辞表をたたきつけるのだった。失恋と失業という失意の中の雄一は、傷心旅行へと飛び立つのだった。一方、青大将（田中邦衛）が専務を務める石山エンタープライズの店員である松井節子（酒井和歌子）は、雄一が百合子のために購入したブローチを売ったことで雄一が専務の友人であることを知っていた。そんな節子が友人たちと観光でグアム島を訪れるとクルージング観光のアルバイトをしている雄一と出逢うのだった。節子と知り合いそのやさしさに励まされた雄一は日本へ帰国して一から出直す決意をするのだった。

## スタッフ
- 製作 - 藤本真澄、大森幹彦、安武龍
- 監督 - 岩内克己
- 監督助手 - 瀬川淑
- 脚本 - 田波靖男
- 撮影 - 中井朝一
- 音楽 - 広瀬健次郎
- 美術 - 竹中和雄
- 録音 - 原島俊男
- 整音 - 西尾孝
- 照明 - 榊原庸介
- 編集 - 広瀬千鶴
- 製作担当者 - 島田武治、今井馨
- スチール - 中尾孝

## キャスト
- 田沼雄一 - 加山雄三
- 田沼久太郎 - 有島一郎
- 田沼りき - 飯田蝶子
- 江口敏 - 江原達怡
- 江口（田沼）照子 - 中真千子
- 松井節子 - 酒井和歌子
- 石山新次郎 - 田中邦衛
- 西岡課長 - 藤岡琢也
- 浜野百合子 （元恋人）- 高橋紀子
- たまみ（ホステス） - ひし美ゆり子
- チヨ子 - 板倉春江
- 玉江 - 松村幸子
- 直子 - 山田はるみ
- 昌子（課の同僚） - 柏木由紀子
- 大木 （大学の後輩）- 大矢茂
- 岩崎部長 - 松村達雄
- 熊井金太郎 - 熊倉一雄

## 挿入歌
- 「恋のコンパス」（主題歌） 作詞：岩谷時子、作曲：弾厚作 ※オープニング&エンディングに使用された。
- 「世界のどこかで」 作詞：岩谷時子、作曲：弾厚作 ※雄一が、会社を退職し過去を回想するシーンに使用された。
- 「淋しい二人」 作詞：岩谷時子、作曲：弾厚作 ※京南大学テニス部のコンパで歌われた。
- 「その訳は言えない」 作詞：岩谷時子、作曲：弾厚作 ※グアムでの雄一&節子のシーンに使用された。